# Francesca Romana D’Antuono
Francesca Romana D’Antuono (* 1987) ist eine italienische Politikerin. Im Oktober 2021 wurde sie bei der europäischen Generalversammlung zur Co-Präsidentin von Volt Europa gewählt.

## Karriere
D’Antuono wurde in Kampanien geboren und wuchs in Rom auf. Sie studierte von 2006 bis 2010 Pharmazie an der Universität La Sapienza in Rom, gefolgt von einem Studium an der Université de Genève. Darauf folgte von 2014 bis 2015 eine Ausbildung in Marketing, Management und Gesundheitspolitik. In den folgenden Jahren arbeitete D’Antuono zunächst für Astra Zeneca in Mailand, dann für die Menarini-Gruppe in Florenz, jeweils als Produkt- oder Markenmanagerin.
Dort war sie von 2019 bis 2020 Stadtkoordinatorin von Volt Florenz und leitete das Team für Öffentlichkeitsarbeit von Volt Italia. Seit Juli 2020 lebt D'Antuono in Berlin, wo sie für Berlin-Chemie arbeitete, bevor sie eine Vollzeitstelle bei Volt übernahm.
Im Oktober 2021 wurde sie zusammen mit Reinier van Lanschot auf der Generalversammlung zur Co-Präsidentin von Volt Europa gewählt.

## Politische Positionen

### Frauenrechte
D’Antuono setzt sich für die Einbeziehung und Förderung von Frauen in Führungspositionen ein und strebt eine gleichberechtigte politische Vertretung an. Sie kritisiert Ungleichheiten im medizinischen Bereich, wie die Tatsache, dass weniger über Krankheiten und die Wirkung von Medikamenten auf den weiblichen Körper bekannt ist, dass Krankheiten weniger schnell diagnostiziert werden und das Risiko einer Fehldiagnose oder falschen Behandlung durch Ärzte höher ist.

### Minderheiten
Sie fordert soziale Anstrengungen, um Menschen mit Behinderungen von klein auf in die Gesellschaft zu integrieren und Diskriminierungsfaktoren wie die Segregation von Menschen mit Behinderungen in Schulen oder speziellen Wohneinrichtungen zu verringern, wie es auch der UN-Ausschuss für die Rechte von Menschen mit Behinderungen fordert.
In einer Reihe von Beiträgen kritisiert D'Antuono den Umgang mit Rassismus und Feindseligkeit gegenüber der LGBTQ-Gemeinschaft in Italien. Sie fordert eine Selbstreflexion der Gesellschaft und einen kritischen Umgang mit der Geschichte.

### Sicherheitspolitik
In einem Gastbeitrag forderte sie den Ausbau der Ständigen Strukturierten Zusammenarbeit (PESCO) und plädierte für ein ständiges bewaffnetes Korps der EU, das in Krisenfällen schnell und autonom eingesetzt werden kann. Für künftige Einsätze sollten Hindernisse schnell beseitigt werden, um bestehende Strukturen nutzen zu können und gemeinsame Antworten auf Krisen zu finden. Sie stellt sich auch Koalitionen der Willigen für die Einrichtung einer ersten ständigen EU Battlegroup vor.

### Demokratie
D'Antuono setzt sich für eine Demokratisierung der Wahlen zum Europäischen Parlament ein. Dazu spricht sie sich dafür aus, eine Reform des Wahlrechts durchzuführen, um die unterschiedlichen Regeln für die Wahlbeteiligung in Europa zu harmonisiert, so dass alle Mitgliedstaaten dasselbe Wahlsystem anwenden. So will sie Chancengleichheit und Repräsentation innerhalb der EU gewährleisten. Außerdem unterstützt sie die Einführung transnationaler Listen für Europawahlen.
Bei den portugiesischen Parlamentswahlen im März 2022 richtete sie gemeinsam mit Reinier Van Lanschot und Duarte Costa, dem ehemaligen Co-Präsidenten und Kandidaten Volt Portugals, eine Ansprache an den amtierenden portugiesischen Präsidenten Marcelo Rebelo de Sousa, in der sie vor verfassungsrechtlichen Problemen und einem schwindenden Vertrauen in das Wahlsystem warnten, nachdem massive Probleme bei der Stimmabgabe bekannt geworden waren. Daraufhin schlugen sie vor, das Wahlsystem zu reformieren und neben der persönlichen Stimmabgabe und der Briefwahl auch die Möglichkeit der elektronischen Stimmabgabe zu prüfen.

## Privatleben
Unter dem Pseudonym Francesca del Mar schrieb D’Antuono mehrere Kurzgeschichten und zwei Bücher.
Im August 2021 wurde sie Mutter eines Sohnes.